# Mănăstirea Cușelăuca
Mănăstirea Cușelăuca (uneori Cușilăuca) este un complex religios din localitatea omonimă din raionul Șoldănești. A fost înființată în anul 1786 de răzeșița Maria Tucanosov (călugărită Mitrodora), o evlavioasă din Cotiujeni. Biserica mare cu hramul Adormirea Maicii Domnului a fost construită în anii 1841–1847, iar biserica de iarnă cu hramul Sfinții Împărați Constantin și Elena în anul 1855.
La început, pe teritoriul mănăstirii nu era decât o biserică de lemn. Biserica mare a fost ctitorită de Arhimandritul Nicandru, pe atunci duhovnic la casa arhierească din Chișinău. Sora lui, schimonahia Irina, a devenit mai apoi stareță a mănăstirii. Datorită ei a fost construită biserica de iarnă. Mănăstirea a fost închisă de autoritățile sovietice în 1960 și a fost redeschisă în 1990. În prezent, mănăstirea deține 5 ha de pământ. Aici trăiesc 20 de maici.
La mănăstire se află o raclă cu moaștele Cuvioasei Agafia, decedată în 1873, cât și icoana făcătoare de minuni a Maicii Domnului de la Moldova, pictată în 1895 la Muntele Athos.
Structural, clădirile mănăstirii se află într-o stare bună, dar au suferit intervenții inestetice în timpul lucrărilor de renovare.

## Galerie de imagini

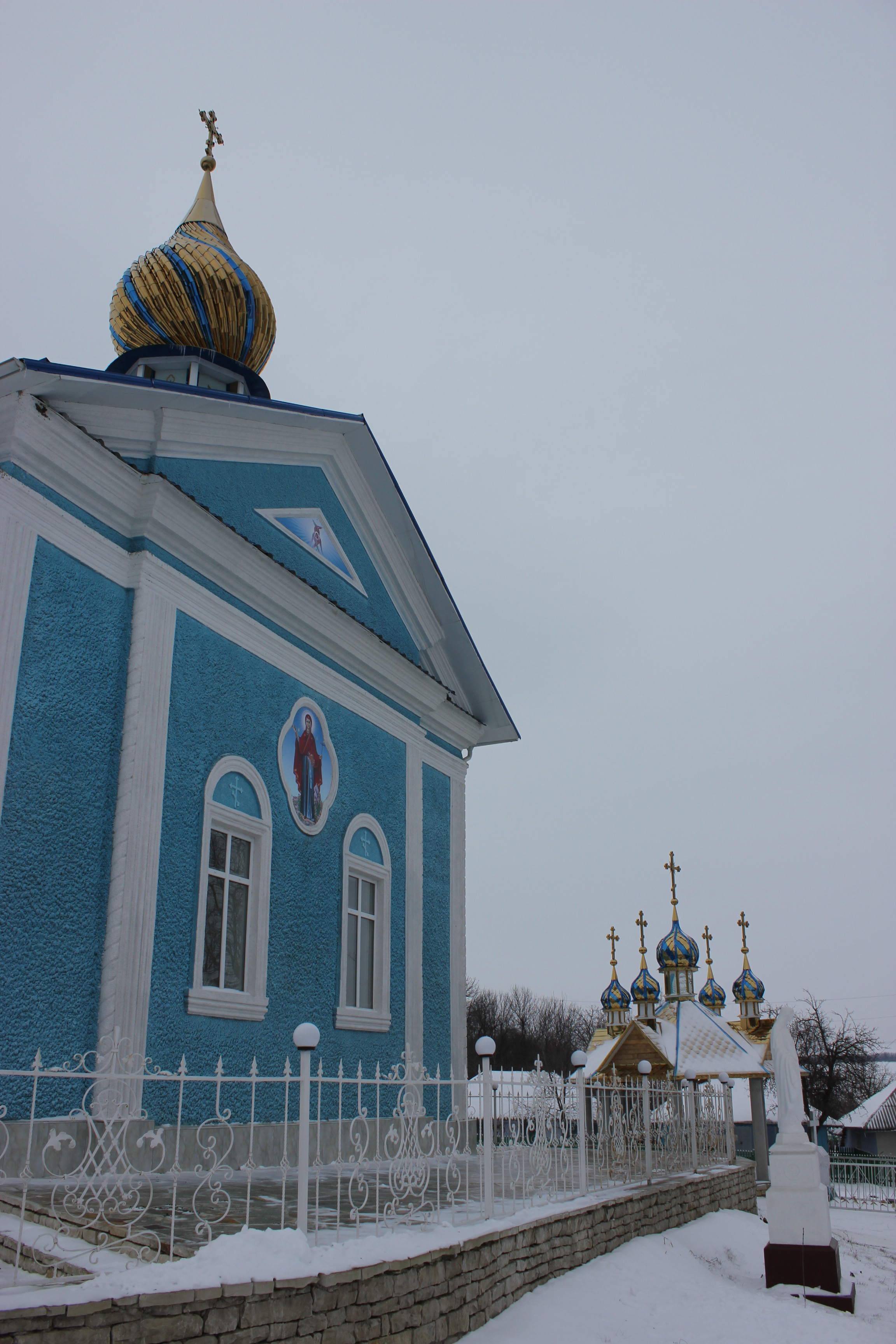
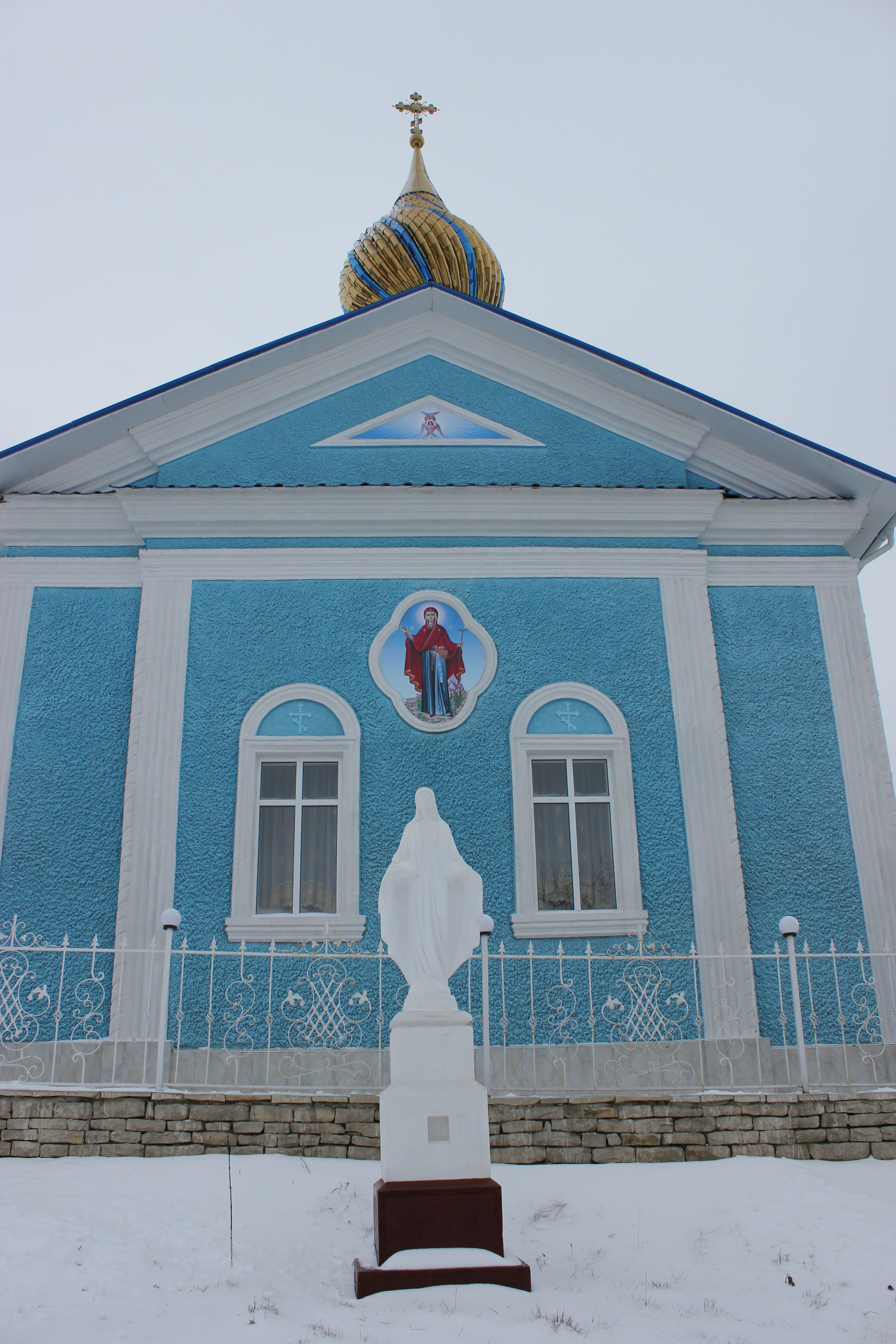
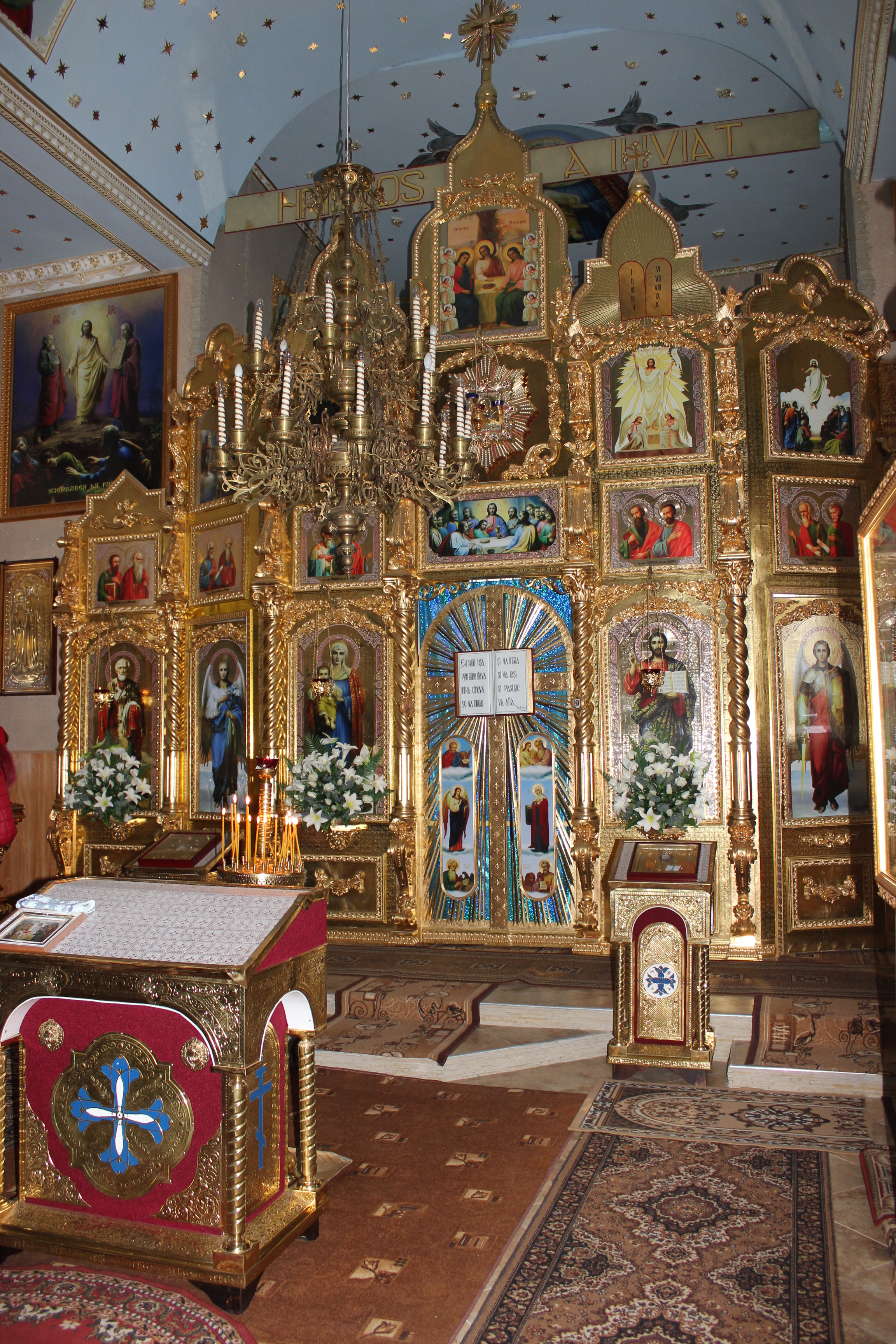
Interior
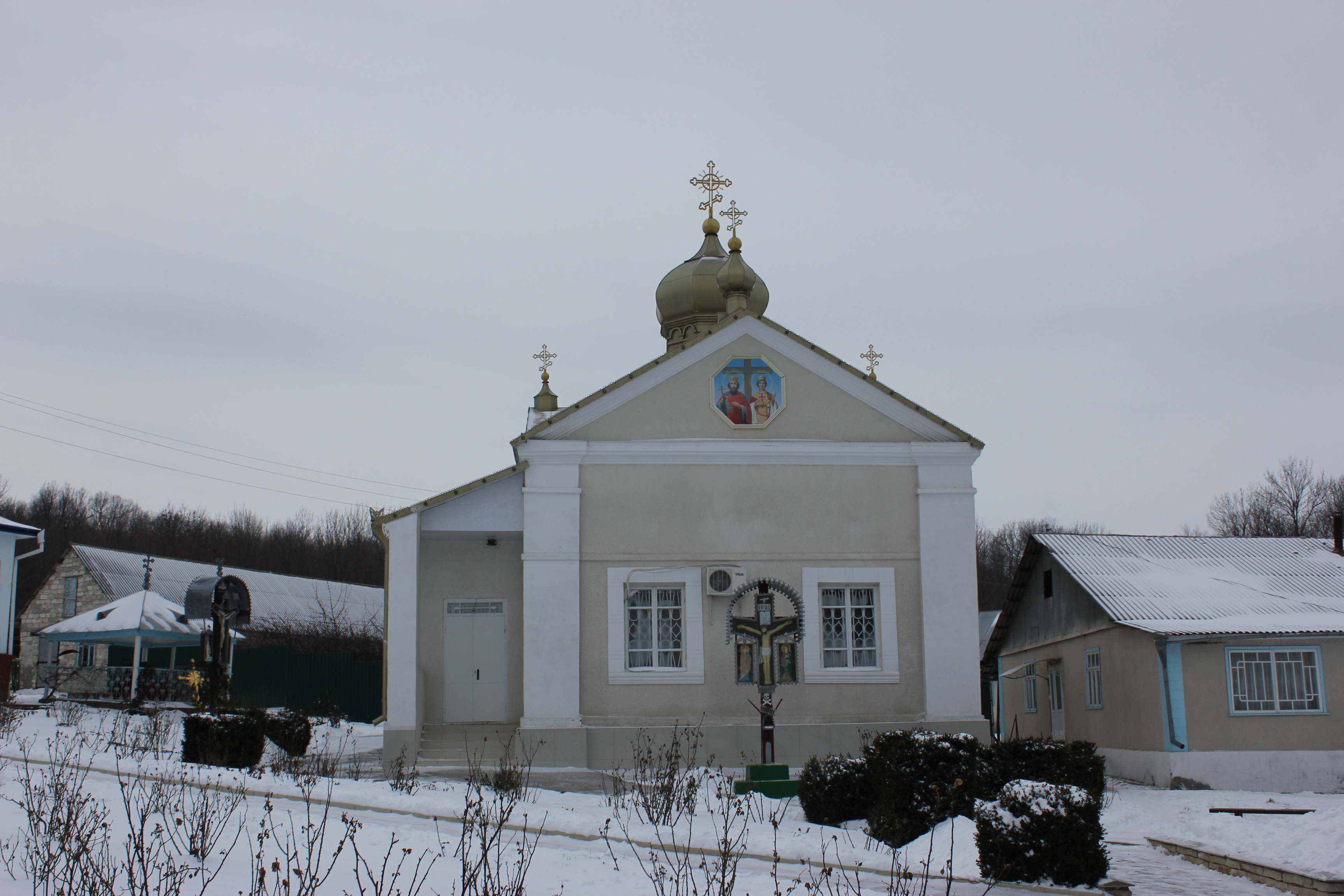
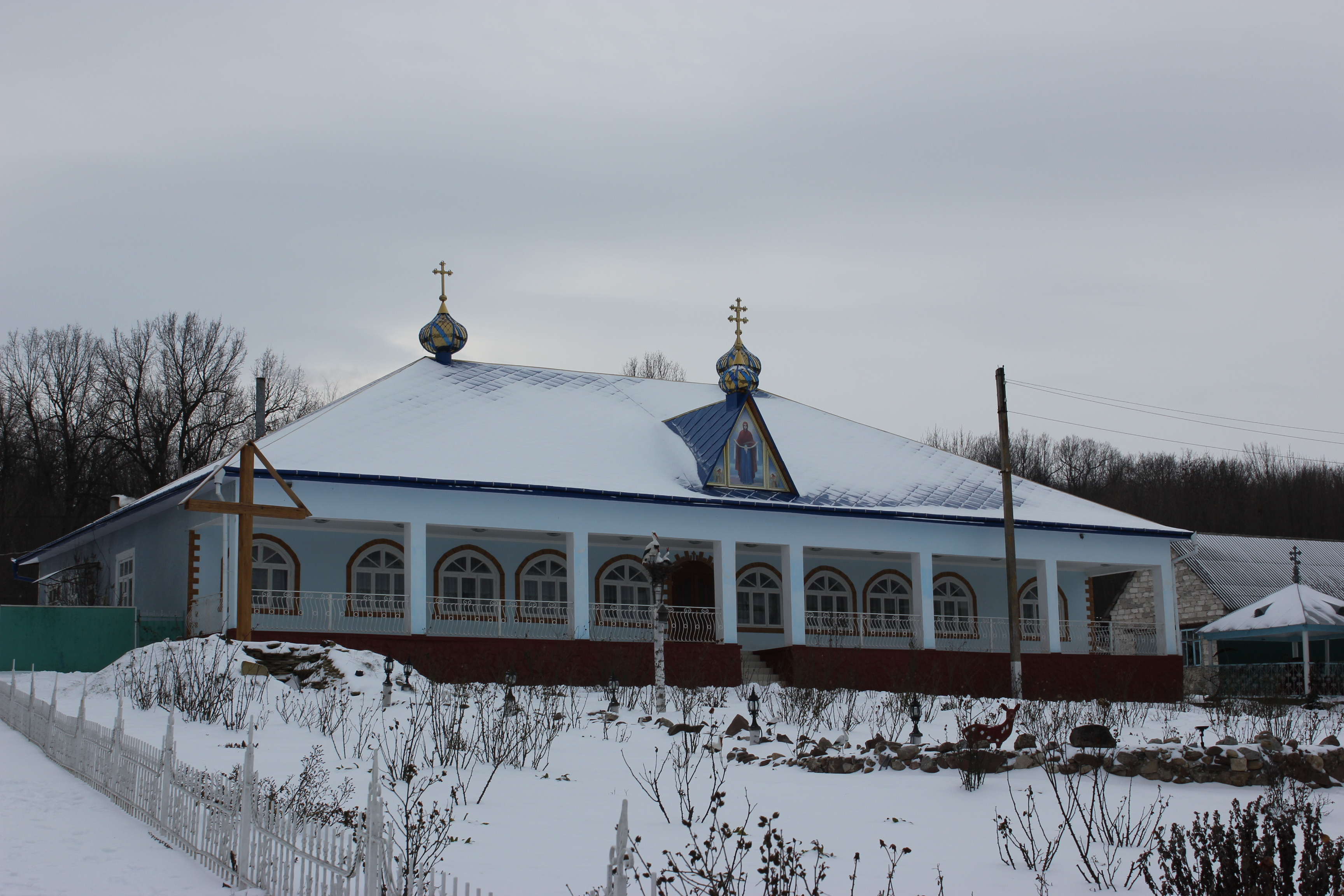
Anexă
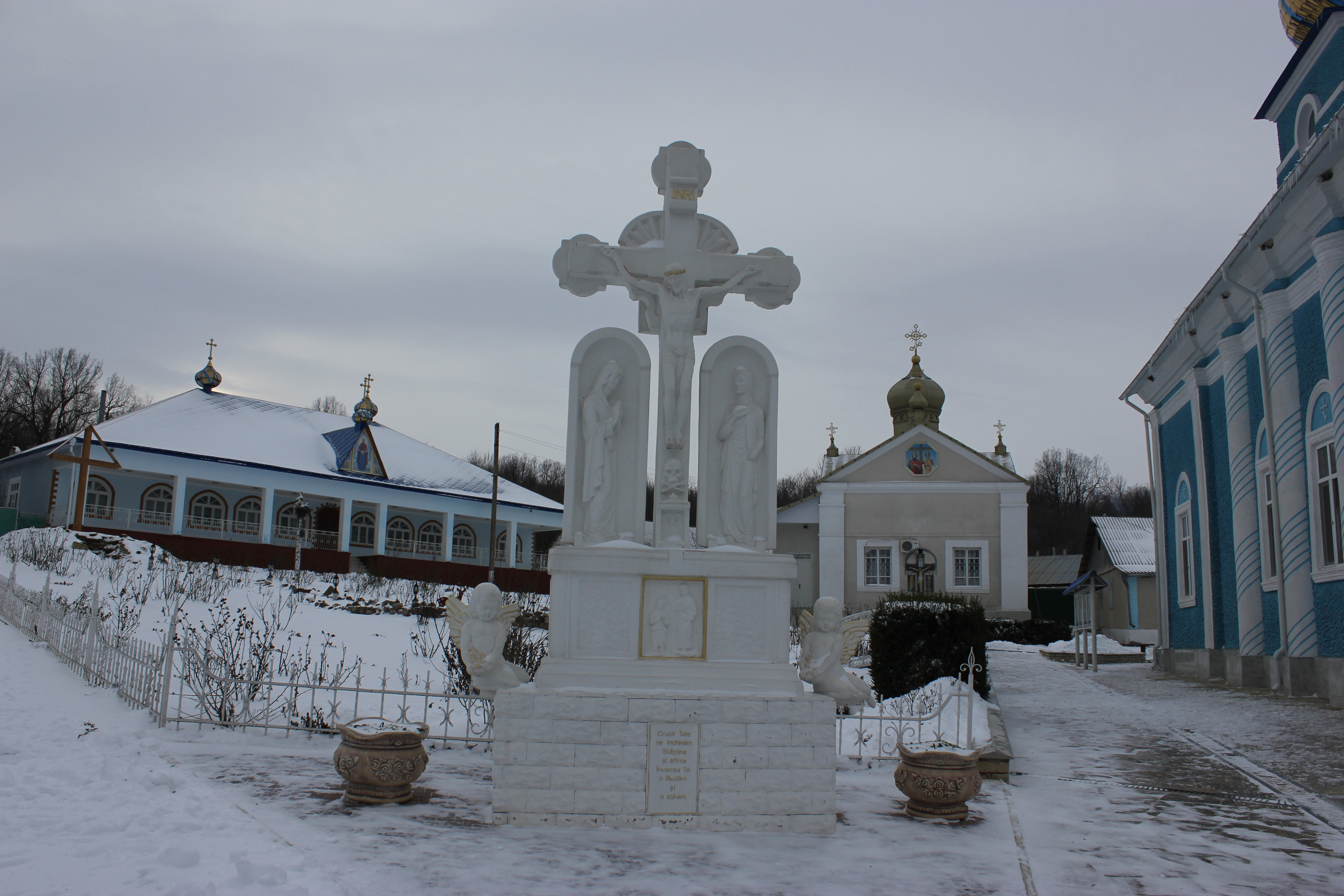
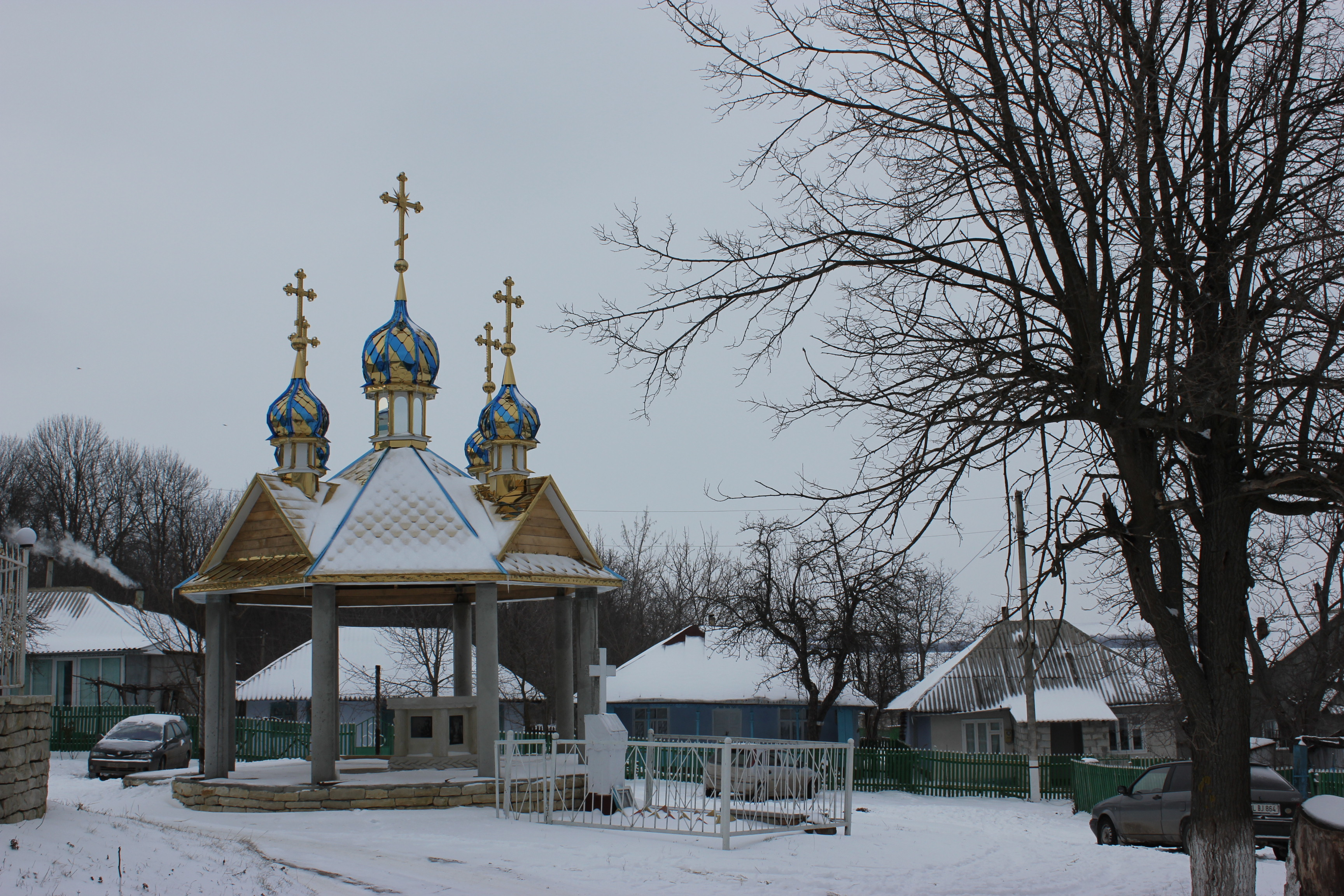
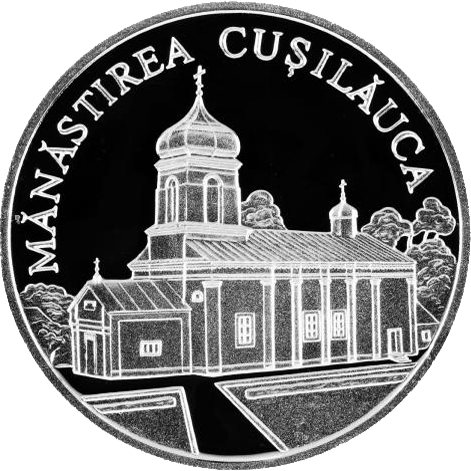
Reversul monedei comemorative „Mănăstirea Cușelăuca”, emisă în anul 2000.